# Shin Kyuk-ho
Shin Kyuk-ho (født 4. oktober 1921, død 19. januar 2020), kendt i Japan som Takeo Shigemitsu, var en sydkoreansk-japansk forretningsmand, der var kendt for at være grundlæggeren af det koreanske konglomerat Lotte Corporation.

## Liv og gerning
Shin blev født i Ulsan, Korea i 1921. I 1941 slap han væk på et skib til Japan, hvor han studerede kemiteknik ved Waseda-universitetet. Han adopterede det japanske navn Takeo Shigemitsu og åbnede en fabrik til produktion af riskomfurer i 1942. Efter, at anlægget blev ødelagt under et luftangreb, grundlagde Shin firmaet Lotte i 1948, som voksede fra i begyndelsen kun at sælge tyggegummi til at blive et stort multinationalt selskab.
Efter, at Japan og Sydkorea i 1965 havde normaliseret deres forbindelser efter 2. verdenskrig, begyndte Shin at udvide sin forretning også i Sydkorea.
I 2006 blev Shin og hans familie ranket som 136. på magasinet Forbes liste, "Verdensmilliardærer." I 2009 blev Shin placeret som 38. på magasinets liste over Sydkoreas rigeste mennesker. Lotte var selv Sydkoreas femte største konglomerat fra 2017.
I juni 2017 trak Shin sig tilbage fra sin rolle som bestyrelsesdirektør for Lotte Holdings Co. efter at have haft stillingen i næsten 70 år.
I december 2017 blev han dømt til fire års fængsel, efter at han blev dømt for svindel med 128,6 mia. won (119 mio. USD) fra Lotte. Shin fik dog lov til at forblive fri på grund af hans dårlige helbred.

## Familie
Shin havde i alt fire børn fra tre ægteskaber.
Hans første kone, Noh Soon-hwa, døde i 1949. De havde en datter, Shin Young-ja (født 1944).
Shin giftede sig derefter med en japansk kvinde, Hatsuko Shigemitsu, i 1952. De havde to sønner, Shin Dong-joo (født 1954) og Shin Dong-bin (født 1956).
Shin blev også gift med Seo Mi-Kyung i Sydkorea under landets samlivskontrakt-ægteskabssystem. De havde en datter, Shin Yu-mi (født 1982).